# Trölsberg (Gemeinde Freistadt)
Trölsberg ist ein Ort im Mühlviertel in Oberösterreich und eine Ortschaft der Gemeinden Freistadt und Neumarkt im Mühlkreis im Bezirk Freistadt.

## Geographie
Trölsberg liegt auf hauptsächlich auf 600 m ü. A. südwestlich des Gemeindehauptortes zwischen der Jaunitz im Norden und dem 732 m ü. A. hohen Trölsberg im Süden, ca. 2½ Kilometer südlich des Stadtzentrums Freistadt und erstreckt sich bis in das Gemeindegebiet von Neumarkt im Mühlkreis.
Landschaftlich gehört die Ortschaft zum Norden des Zentralmühlviertler Hochlands.
Nachbarortschaften
|                          | Sankt Peter (Gem. Freistadt)                | Freistadt (Linzer Vorstadt)             |
| Marreith (Gem. Waldburg) | Kompassrose, die auf Nachbargemeinden zeigt | Galgenau (Gem. Freistadt u. Kefermarkt) |
|                          | Unterzeiß (Gem. Neumarkt i.Mkr.)            |                                         |

## Geschichte
1938, zur Zeit des Anschlusses, als allerorten in Österreich Großgemeinden geschaffen wurde, wurde das Gemeindegebiet Freistadts im Süden und Südwesten vergrößert, womit auch die ehemals Zeißer Ortsteile im Norden, die wie Galgenau (Gemeinden Freistadt, Kefermarkt) zur Gemeinde Zeiß gehört hatten, zur Stadt kamen.

## Wirtschaft und Infrastruktur
1830–32 wurde hier die Pferdeeisenbahn Budweis (České Budějovice) – Linz entlang der Jaunitz gebaut. Seit 1873 fährt hier die Summerauer Bahn, der Bahnhof Freistadt liegt gleich am Fuße des Trölsbergs, am nördlichen Rand der Ortschaft.

## Sehenswürdigkeiten und Tourismus
- Eisenbahnbrücke der ehemaligen Pferdeeisenbahn, denkmalgeschützt